# Chrysorithrum steni
Chrysorithrum steni là một loài bướm đêm trong họ Erebidae.